# Chaclacayo (distrito)
O distrito de Chaclacayo é um dos quarenta e três distritos que formam a Província de Lima, pertencente a Região Lima, na zona central do Peru.

## Transporte
O distrito de Chaclacayo é servido pela seguinte rodovia:
- LM-114, que liga a cidade ao distrito de Arahuay
- PE-22, que liga o distrito de Ate (Província de Lima) à cidade de La Oroya (Região de Junín) [1][2][3]